# Kaffer (raceterm)
 For alternative betydninger, se Kaffir (flertydig). (Se også artikler, som begynder med Kaffir)
Kaffer, kafer, eller kaffir er forskellige stavemåder af det samme ord, der i dag er et nedsættende ord om sorte, især fra Sydafrika og Zimbabwe. På Jamaica har ordet også været brugt af folk af indisk afstamning om folk af afrikansk afstamning. Også her er ordet stavet på flere forskellige måder. Oprindeligt kommer ordet af det arabiske kufir, der betyder vantro eller hedning. Ordet er mest kendt fra de nævnte lande, samt til en vis grad hollandsk og engelsk gennem disse landes kolonier.
I Sydafrika har ordet altid betegnet sorte, og må regnes for særdeles nedsættende, på linje med ordet nigger i andre dele af verden. I 1976 er ordet beskrevet som strafbart i sydafrikansk lovgivning – engelsk Wikipedia angiver: "(Ciliza -v- Minister of Police and Another 1976 (4) SA 243) under the offence of crimen injuria: "the unlawful, intentional and serious violation of the dignity of another" (W.A. Joubert, 1981; The Law of South Africa, VI, p251-254)", hvilket groft oversat vil sige "ulovlig, bevidst og alvorlig krænkelse af en andens værdighed".
Boerne overtog udtrykket fra de arabiske handlende og tillagde det fra starten en negativ betydning.
 Der er for få eller ingen kildehenvisninger i denne artikel, hvilket er et problem. Du kan hjælpe ved at angive troværdige kilder til de påstande, som fremføres i artiklen.